# Радика
Радика (мак. Радика) — річка в південній частині Сербії (Косово) та Західній Македонії, права притока Чорного Дрину у басейні Адріатичного моря. Довжина — 67 км, поверхня водозбору — 665 км ². Річка не судноплавна, але має великий потенціал енергії, особливо у верхів'ях.
Джерела Радики знаходяться на висоті 2200 м під піком Голем Враца (2582 м) в масиві Враца в південній частині пасма Шар-Планина. Джерело називається Чорний Камінь (Црні Камен). У верхів'ях Радика розташована єдина в Македонії точка роздвоєння штучного походження — частину вод річка постачає через канал у Маврівське штучне озеро, з якого через тунелі вода перетікає у річку Вардар Егейського водозбору.
За останні кілька мільйонів років Радіка вирізала в скелях мальовничі ущелини. Річкові води є чистими, а їх темний колір викликаний високим вмістом карбонату кальцію. Річка протікає вздовж дороги, що сполучає Тетово та Гостивар.